# Francisco Arellano
Francisco Antonio Arellano Moraga (Santiago, 6 de diciembre de 1896-Santiago, 6 de mayo de 1976) fue un futbolista chileno que jugaba de mediocampista.
Fue uno de los fundadores de Colo-Colo en 1925 y hermano de los también fundadores David Arellano y Guillermo Arellano. Además, participó en la gira internacional de Colo-Colo en 1927.

## Trayectoria
Francisco Arellano nació el 6 de diciembre de 1896 en Santiago. Fue el quinto de doce hijos que tuvo el matrimonio formado por Antonio Arellano —quien murió cuando Francisco tenía 14 años— y Rosario Moraga.
Cuando su hermano mayor Alberto Arellano se tituló de profesor primario, fue enviado a Arica para ejercer la docencia, Francisco y su hermano David lo acompañaron a esa ciudad del norte grande, para poder estudiar en el Instituto Comercial.
Comenzó a jugar futbol en el equipo de la población San Eugenio, al año siguiente jugó en el Maestranza Atlético (actual Ferroviarios), además, fue seleccionado para ser parte del combinado de la Asociación Santiago.
En el año 1920 llega al Magallanes Football Club, compartiendo equipo con su hermano David y cosechando diversos títulos con el club.
En 1925 luego de que la directiva de Magallanes decidiera formar parte de la elección del nuevo capitán del equipo, esta medida buscaba evitar que fuese elegido David Arellano. Debido a esta actuación de la dirigencia, un grupo de “jugadores rebeldes” encabezado por David Arellano (en el cual se encontraba Francisco) decidió renunciar al equipo.
Este grupo decidió reunirse en el bar «Quita Penas», y aunque en un primer momento tenían la intención de integrarse a otra institución, finalmente optaron por formar un nuevo club: el Colo-Colo Football Club.
Luego empezó a jugar en el naciente club, siendo en su primer año el equipo revelación de la Liga Metropolitana, formó parte del plantel que conquistó dos torneos en su primera temporada, se desempeñó en el club durante cinco años hasta que los dirigentes de aquella época decidieron sacarlo del equipo.
Posterior a ello, llegó a jugar nuevamente en el Magallanes, jugando sus últimos años en este club.
Sus restos mortales descansan, desde el 7 de mayo de 1976 en el Mausoleo de los Viejos Cracks de Colo-Colo en el Cementerio General de Santiago junto a su hermano.

## Selección nacional
Fue internacional con la selección chilena durante el año 1924, participó en una edición del Campeonato Sudamericano. Disputó tres partidos oficiales.
Fue convocado por primera vez por el entrenador Carlos Acuña para participar en el Sudamericano de 1924, en este torneo jugó con su hermano David y fue titular en todos los encuentros que disputó Chile en el torneo.
Luego fue seleccionado para los Juegos Olímpicos de Ámsterdam 1928, lo designaron capitán de Chile y viajó con el seleccionado desde Buenos Aires hacia Ámsterdam, pero fue devuelto a la mitad del viaje. La razón políticamente correcta es que volvió a Chile por la muerte de su madre, sin embargo, años más tarde el jugador confesó que se peleó borracho con los dirigentes y fue expulsado del equipo.

### Participaciones en el Campeonato Sudamericano
| Torneo                       | Sede    | Resultado    | Partidos |
| ---------------------------- | ------- | ------------ | -------- |
| Campeonato Sudamericano 1924 | Uruguay | Cuarto lugar | 3        |
| Total                        | Total   | Total        | 3        |

### Partidos internacionales
| 1     | 19 de octubre de 1924  | Gran Parque Central, Montevideo, Uruguay | Uruguay    | 5-0 | Chile | Campeonato Sudamericano 1924 |
| 2     | 25 de octubre de 1924  | Gran Parque Central, Montevideo, Uruguay | Argentina  | 2-0 | Chile | Campeonato Sudamericano 1924 |
| 3     | 1 de noviembre de 1924 | Gran Parque Central, Montevideo, Uruguay | Paraguay   | 3-1 | Chile | Campeonato Sudamericano 1924 |
| Total |                        |                                          | Presencias | 3   |       |                              |

## Clubes
| Club                     | País  | Año         |
| ------------------------ | ----- | ----------- |
| Magallanes Football Club | Chile | 1920 - 1924 |
| Colo-Colo                | Chile | 1925 - 1930 |
| Magallanes               | Chile | 1931 - 1932 |

## Palmarés

### Torneos locales
| Título                                             | Club                     | País  | Año  |
| -------------------------------------------------- | ------------------------ | ----- | ---- |
| Copa República                                     | Magallanes Football Club | Chile | 1920 |
| Copa Unión                                         | Magallanes Football Club | Chile | 1920 |
| Copa de Campeones de Santiago                      | Magallanes Football Club | Chile | 1920 |
| Copa Félix Alegría                                 | Magallanes Football Club | Chile | 1920 |
| Copa Alberto Downe                                 | Magallanes Football Club | Chile | 1920 |
| Copa 12 de octubre                                 | Magallanes Football Club | Chile | 1920 |
| Copa de Campeones de Santiago                      | Magallanes Football Club | Chile | 1921 |
| Copa República                                     | Magallanes Football Club | Chile | 1921 |
| Copa Unión                                         | Magallanes Football Club | Chile | 1921 |
| Copa de Campeones de Santiago                      | Colo-Colo                | Chile | 1925 |
| Liga Metropolitana                                 | Colo-Colo                | Chile | 1925 |
| Serie F de la Liga Central de Football de Santiago | Colo-Colo                | Chile | 1928 |
| Liga Central de Football de Santiago               | Colo-Colo                | Chile | 1929 |
| División de Honor                                  | Colo-Colo                | Chile | 1930 |
| Campeonato de Apertura                             | Magallanes               | Chile | 1931 |